# 제3차 마케도니아 전쟁
제3차 마케도니아 전쟁(이탈리아어: Terza guerra macedonica)은 로마 공화정과 마케도니아 왕국(안티고노스 왕조) 사이에 벌어진 마케도니아 전쟁 중 세번 째에 해당하는 전쟁이며, 기원전 171년부터 기원전 168년까지 진행되었다. 최종 결전이 된 피드나 전투(기원전 168년)에서 로마군은 마케도니아 군에 대승을 거두었고, 안티고노스 왕조는 몰락했다. 이 전쟁은 또한 로마 공화정에 의한 헬레니즘 제국 정복의 단초가 되었다.

## 개전
로마 공화정은 일리리아와 두 차례 걸친 전쟁에서 승리를 거두며, 아드리아해와 그리스에 영향력을 더하고 있었다. 기원전 229년 마케도니아 국왕에 즉위한 필리포스 5세는 자신의 세력권에 서서히 침투하고 있는 로마에 위기감을 느끼고 있었다. 카르타고와 로마 사이에서 제2차 포에니 전쟁이 발발한 기회를 포착하여 필리포스는 카르타고와 동맹을 맺고, 아드리아해와 그리스에 대한 로마의 영향력을 없애고자 했다. 한니발이 〈자마 전투〉에서 로마에 패배하면서 카르타고가 항복한 후에도 로마와 싸웠지만 〈키노스케팔라이 전투〉에서 완패하면서 평화조약을 맺었다. 이후 로마의 동맹국이 되어 로마-시리아 전쟁에서 로마를 지원하는 등 친 로마 정책으로 돌아섰다.
기원전 179년에 필리포스가 사망한 후 페르세우스가 마케도니아 왕으로 즉위했다. 페르세우스는 필리포스 시대까지 이어졌던 로마를 자극하지 않는 친 로마 노선을 수정했다. 우선 트라키아를 대비한다는 명분으로 군사력 증강을 도모했지만, 이 움직임은 그리스와 주변 국가에 위협을 주었다. 동쪽으로 세력 확대를 꾀하던 로마는 마케도니아의 세력이 부활하여 그리스에 영향력을 확대하는 것을 막고자 했다. 그리하여 페르가몬 왕국의 지원 요청을 받아 기원전 171년에 마케도니아에 선전포고를 하고 발칸반도를 침공했다.

## 기원전 171~169년
중립을 선언한 비티니아를 제외하고 셀레우코스 왕조와 아카이아 동맹 등 주변국 대부분이 로마의 우방이 되었다. 로마는 그해의 집정관 중 한 명인 푸블리우스 리키니우스 크라수스(Publius Licinius Crassus)가 군대를 이끌고 페르세우스와 싸웠지만 〈칼리니쿠스 전투〉(Battle of Callinicus)에서 패배를 당하며 3,000명 이상의 병사를 잃었다 (전사 2,500명, 포로 600명) 페르세우스는 로마에 평화 조약을 체결하고자 했지만 로마는 이를 거부했다. 기원전 170년, 집정관 아우루스 호스틸리우스 만키누스(Aulus Hostilius Mancinus)가 마케도니아를 침공하였지만, 페르세우스 군은 다시 이들을 격퇴하였다. 로마 측은 마케도니아 대한 공격에 손을 놓았고 마케도니아 침공은 실패로 끝났다.
기원전 169년, 페르세우스가 이끄는 마케도니아 군은 로마의 집정관 퀸투스 마르키우스 필리푸스(Quintus Marcius Philippus)가 이끄는 로마군을 템피 근교에서 포위했지만 완전한 승리로 이어지지는 않았다. 이 시점에서 마케도니아는 거듭된 로마의 개입을 물리치고, 디온 등의 종교 도시를 포함한 요충지를 장악하여 그리스에 침투하는데 성공했다. 페르세우스는 같은 헬레니즘 왕조인 셀레우코스 왕조와 페르가몬 왕국에 마케도니아에 협력하도록 요청했으나 실패로 끝났다. 단, 일리리아 왕 겐티우스의 지지를 얻는 데는 성공했다.

## 루키우스 아이밀리우스

양군의 진군도
마케도니아군
로마군

기원전 168년, 로마는 스키피오 아프리카누스의 동생에 해당하는 루키우스 아이밀리우스 마케도니쿠스(Lucius Aemilius Paullus Macedonicus)를 집정관으로 선출했다. 아이밀리우스는 즉시 군대를 이끌고 두 방면으로 작전을 개시한다. 아이밀리우스는 푸블리우스 코르넬리우스 스키피오 나시카 코르쿨럼(Publius Cornelius Scipio Nasica Corculum, 이하 코르쿨럼)을 부대장으로 하는 소대(보병 8,200명, 기병 120기)를 파견했다. 코르쿨럼은 아드리아해안을 따라 야간진군을 해 마케도니아 서부에 진입한 후 북동부의 피티온으로 이동하여 마케도니아를 배후에서 습격하고자 했다. 그러나 로마의 탈영병에 의해 이 움직임은 사전에 감지되었고, 페르세우스는 12,000명의 별동대를 보내 코르쿨럼 군을 요격하도록 했다. 그리고 페르세우스 자신은 피드나 근교의 평원 남쪽에 있는 카테리니 근처에 진을 세웠다.
그러나 아이밀리우스가 이끄는 로마군은 부룬디시움(현재의 브린디시)을 통해 그리스 본토에 상륙했다. 마케도니아를 목표로 발칸반도를 북상하다가 중간에 마케도니아 군을 물리치고 로마 본군으로 향하던 나시카 코르쿨럼이 이끄는 별동대를 합류시켰다. 로마군은 카테리니에 진을 치고 있는 마케도니아 군 앞에 모습을 드러냈다. 로마군은 올로크루스(Olocrus) 산의 서쪽에 진을 치고 있었다. 전투가 시작되기 전에 월식이 있었다. 아이밀리우스는 로마 병사들에게 당일 월식이 있을 거라는 사실을 사전에 알렸기 때문에 로마군들은 동요하지 않았다. 그러나 마케도니아 군은 월식이 왕국의 종말을 알리는 징조로 여겼고 사기가 떨어졌다.

## 피드나 전투

피드나 전투의 포진도
마케도니아군
로마군

기원전 168년 6월 22일 오후, 후에 〈피드나 전투〉라고 불리는 전투가 시작되었다. 전투가 어떤 계기로 시작되었는 지는 명확하지 않지만, 마케도니아에 편 싸우고 있었던 트라키아 병사들이 로마군의 도발에 넘어갔다는 말이 있다.
양군은 병력 차이가 크게 났다. 로마군은 2개의 군단으로 구성된 29,000명(보병 24,500명, 기병 4,500기)였다. 기병의 병력은 거의 대등했지만, 마케도니아 군은 팔랑크스 21,000명을 포함한 약 44,000명의 대군이었다. 로마군은 2개 군단을 중앙에 배치하고, 측면에는 라틴인, 이탈리아인이나 그리스인 등의 보조군을, 최우익에 전투 코끼리 22마리와 기병 부대를 배치했다. 마케도니아군은 팔랑크스 부대를 중앙에 두고, 마케도니아 근위부대 3,000명, 좌익에 경장 보병부대나 각국의 용병부대와 동맹국의 트라키아 보병을 팔랑크스의 양 측면에 배치했다. 페르세우스 자신이 이끄는 신성부대(Sacred Squadron)는 마케도니아 기병부대와 트라키아의 오드뤼사이 기병대와 함께 최우익에 배치했다.
양군의 격돌은 15시경에 이뤄졌으며, 우선 마케도니아 군의 팔랑크스가 로마군 진지를 향해 서서히 거리를 좁혀 들어갔다. 아이밀리우스는 팔랑크스의 전진에 따라 각 부대에 최소한의 응전만 하면서 후퇴하도록 신호를 보냈고, 첫 단계는 로마군이 마케도니아 군에게 완패한 것처럼 후퇴했다.
이어 팔랑크스는 로마군 진지가 있는 오르쿨루스 산록까지 전진했지만, 이 단계에서 밀집 대형이 기본인 팔랑크스는 밀집 대형이 무너진 상태였다. 아이밀리우스는 단창(필럼)을 투척한 후 로마군단에 밀집 상태가 무너져 빈틈이 생긴 팔랑크스의 틈새를 노리고 측면 공격을 지시했다. 로마군이 가진 장검이나 중장비는 팔랑크스가 가진 단검이나 경갑을 쉽게 깨뜨렸고 팔랑크스는 붕괴되기 시작했다.
팔랑크스의 붕괴를 보고 승패가 결정되었음을 깨달은 페르세우스는 아직 전투에 참가하지 않았던 신성 부대와 기병부대와 함께 도망을 갔다. 페르세우스와 기병대가 전장에서 떨어진 후에도 마케도니아 보병부대와 팔랑크스는 로마군과 싸웠지만 3,000명의 근위부대를 포함한 25,000명의 군인이 사상자를 내었고, 로마 측은 1,000명 정도의 사상자를 기록했다고 전해지고 있다. 실질적인 전투는 1시간 정도였지만, 해가 질 때까지 마케도니아 군의 소탕전이 진행되었다. 또한 이 전투는 아이밀리우스의 아들로 스키피오 가문의 양자가 되었던 스키피오 아이밀리아누스가 참전했다고 전해진다.

## 전후
페르세우스는 왕도 펠라까지 달아났지만, 주민들은 페르세우스를 입성시키지 않고 내쫓았다. 페르세우스는 사모트라키섬까지 도망갔지만, 결국 아이밀리우스에게 항복하게 된다. 기원전 167년, 아이밀리우스의 로마 개선식에서, 페르세우스는 수갑과 족쇄가 채워진 채 로마를 끌려다녔다. 페르세우스는 개선식이 끝나고 투옥되었다가 아이밀리우스의 지원을 받아 얼마 지나지 않아 풀려났으며, 알바에서 여생을 보냈다 전해지고 있다.
마케도니아 왕국에 가담한 도시는 약탈당하고, 주민들은 노예가 되었다. 또한 중립을 지키며 마케도니아를 지원하지 않았던 이피로스도 공격하여 시민 약 150,000을 노예로 끌고 갔다. 이 전쟁으로 안티고노스 왕조가 지배하는 마케도니아 왕국은 소멸하였고, 4개의 자치령으로 해체되었다. 안티고노스 왕조가 소멸하고, 20년 후인 기원전 148년 마케도니아에서 반란(제4차 마케도니아 전쟁)이 일어나 진압을 했다. 이것을 계기로, 기원전 146년에 4개의 자치령도 폐지하고, 로마의 속주(마케도니아 속주)로 편입했다.
피드나 전투는 알렉산더 3세로부터 뿌리를 가진 팔랑크스를 로마군이 유연한 전술을 물리친 승리로 간주되고 있지만, 페르세우스의 전술 실패와 로마군과의 교전을 회피한 마케도니아 기병대의 유약한 자세에 기인된 것이라는 의견도 있다. 그러나 피드나 전투에서 로마군의 보병부대가 정면에서 팔랑크스를 격파했다고 입증된 것은 분명하다.

## 같이 보기
- 그리스의 군사사